# Travis Fulton
Travis Fulton (Waterloo - Iowa, 29 de maio de 1977 – Condado de Linn, Iowa - EUA, 11 de julho de 2021) foi um lutador de boxe profissional e de MMA estadunidense. Travis foi notório por conta de seu impressionante cartel no MMA, que contabiliza incríveis 358 lutas (em eventos como UFC, WEC, Pancrase, King of the Cage e RINGS), com 253 vitórias. Por conta disso, ele foi conhecido como "The Ironman" (em português: "Homem de Ferro").
Fulton tem em seu cartel vitórias importantes sobre ex-lutadores de renome no MMA, como Joe Riggs, Wesley Correira e Heath Herring. No UFC, Travis fez parte das edições 20 e 21 do evento, ambas em 1999, com uma vitória e uma derrota. Outros números que impressionam em seu curriculo: Só em 2008, Fulton fez 41 lutas. De 12 de janeiro de 2008 a 24 de abril de 2010, derrotou 28 adversários e não perdeu nenhuma. Antes, de 23 de abril de 2005 a cinco de maio de 2007, fez melhor: 40 triunfos seguidos. Sobre as derrotas, ele possui no máximo duas em sequência.

## Conquistas
- International Fighting Championship
  - Campeão - IFC 8 Tournament
  - Campeão - IFC Extreme Combat Tournament
  - Vice-Campeão - IFC 6 Tournament
- World Vale Tudo Championship
  - Campeão - WVC 6 Tournament